# テアウパシオネ
テアウパ シオネ（TEAUPA Sione、1992年7月9日 - ）は、ジャパンラグビーリーグワンクボタスピアーズ船橋・東京ベイに所属する日本人ラグビー選手。旧表記『シオネ・テアウパ』。

## プロフィール
- トンガ出身[1]。
- ポジションはセンター(CTB)。
- 身長 183 cm、体重 98 kg
- ニックネームはポーリー。
- 日本代表キャップは3。（2017年11月現在）
- 7人制日本代表に選ばれたことがある[2]。

## 略歴
15歳からラグビーを始めた。
トゥポウカレッジ、流通経済大学を経て、2017年、クボタスピアーズ(現・クボタスピアーズ船橋・東京ベイ)に加入。同年8月19日に行われたジャパンラグビートップリーグ第1節のパナソニック ワイルドナイツ戦に途中出場で公式戦初出場を果たす。また同年11月4日に行われたリポビタンDチャレンジカップ2017オーストラリア代表戦にて途中出場で日本代表初キャップを獲得した。